# Stóra Dímun

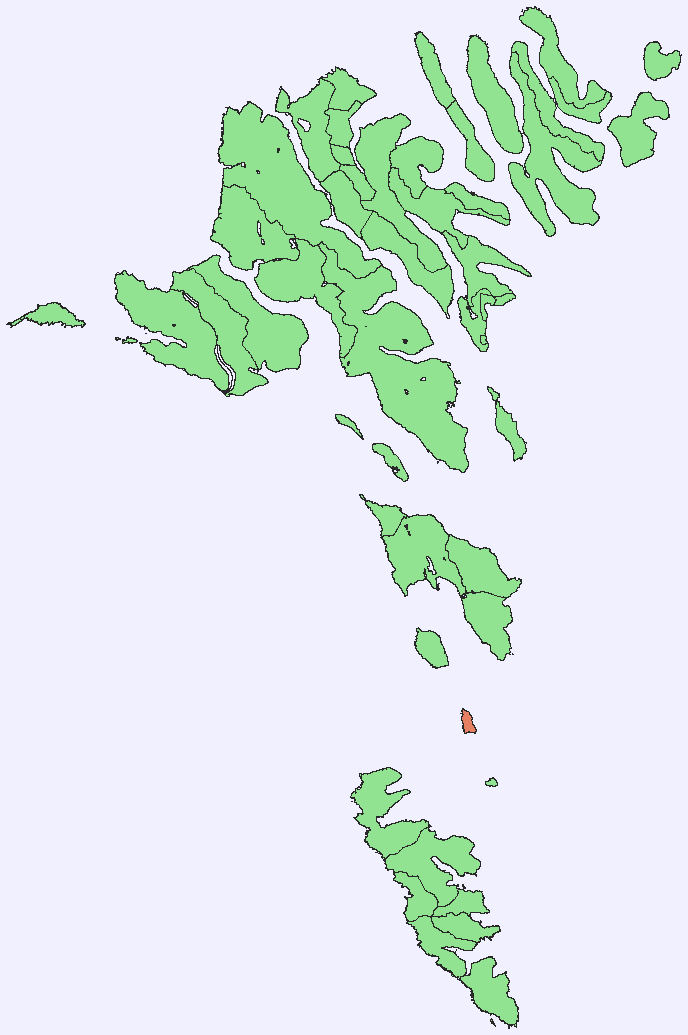
Lägeskarta

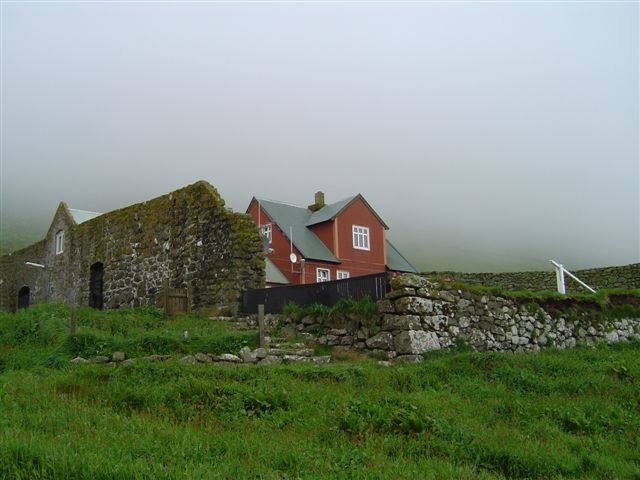
Gården Dímun

Stóra Dímun (uttalas ['stoura 'duimun], /'duimun/; från keltiskans Dimuinn, vilket ungefär betyder "två ryggar"; danskinspirerad äldre svensk namnform: Stora Dimon)  är en ö i södra Färöarna med en total area på 2,5 km². Det går endast att nå ön när vädret tillåter. På ön bor det för tillfället endast en familj. Före 1920 fanns det ruiner kvar från en gammal kyrka på ön, men idag är de förstörda. Det finns två nämnvärda berg på Stóra Dímun: Høgoyggj (395 meter) och Á Kletti (308 meter).
På ön finns en gård som kallas Dímun. Den ligger i kommunen Skúvoyar och hade år 2002 fyra invånare.

## Befolkningsutveckling
| Befolkningsutvecklingen i Stóra Dímun 1985–2015 | Befolkningsutvecklingen i Stóra Dímun 1985–2015 | Befolkningsutvecklingen i Stóra Dímun 1985–2015 | Befolkningsutvecklingen i Stóra Dímun 1985–2015 | Befolkningsutvecklingen i Stóra Dímun 1985–2015 |
| ----------------------------------------------- | ----------------------------------------------- | ----------------------------------------------- | ----------------------------------------------- | ----------------------------------------------- |
|                                                 |                                                 |                                                 |                                                 |                                                 |
| År                                              |                                                 |                                                 | Folkmängd                                       |                                                 |
| 1985                                            | 1985                                            |                                                 | 3                                               |                                                 |
| 1990                                            | 1990                                            |                                                 | 8                                               |                                                 |
| 1995                                            | 1995                                            |                                                 | 9                                               |                                                 |
| 2000                                            | 2000                                            |                                                 | 7                                               |                                                 |
| 2005                                            | 2005                                            |                                                 | 8                                               |                                                 |
| 2010                                            | 2010                                            |                                                 | 9                                               |                                                 |
| 2015                                            | 2015                                            |                                                 | 9                                               |                                                 |
|                                                 |                                                 |                                                 |                                                 |                                                 |

## Stóra Dímun på film
Redan under stumfilmstiden fascinerades dokumentärfilmare av öbornas speciella levnadsförhållanden på Stóra Dímun. 1930 hade Sten Nordenskiölds långfilmslånga svenska dokumentär Farornas ö premiär, som till stor del utspelas på ön. Samma år kom också Leo Hansens danskproducerade Færøfilmen, som har en scen inspelad på Stóra Dímun.